# 保罗·委罗内塞
保罗·委罗内塞（義大利語：Paolo Veronese，義大利語：[ˈpaːolo veroˈneːze, -eːse]，（1528年—1588年4月19日））是意大利文艺复兴时代的画家。委罗内塞与年长一代的提香，以及年长十岁的丁托列托，一起构成16世纪文艺复兴晚期主宰威尼斯画派的“三杰”。

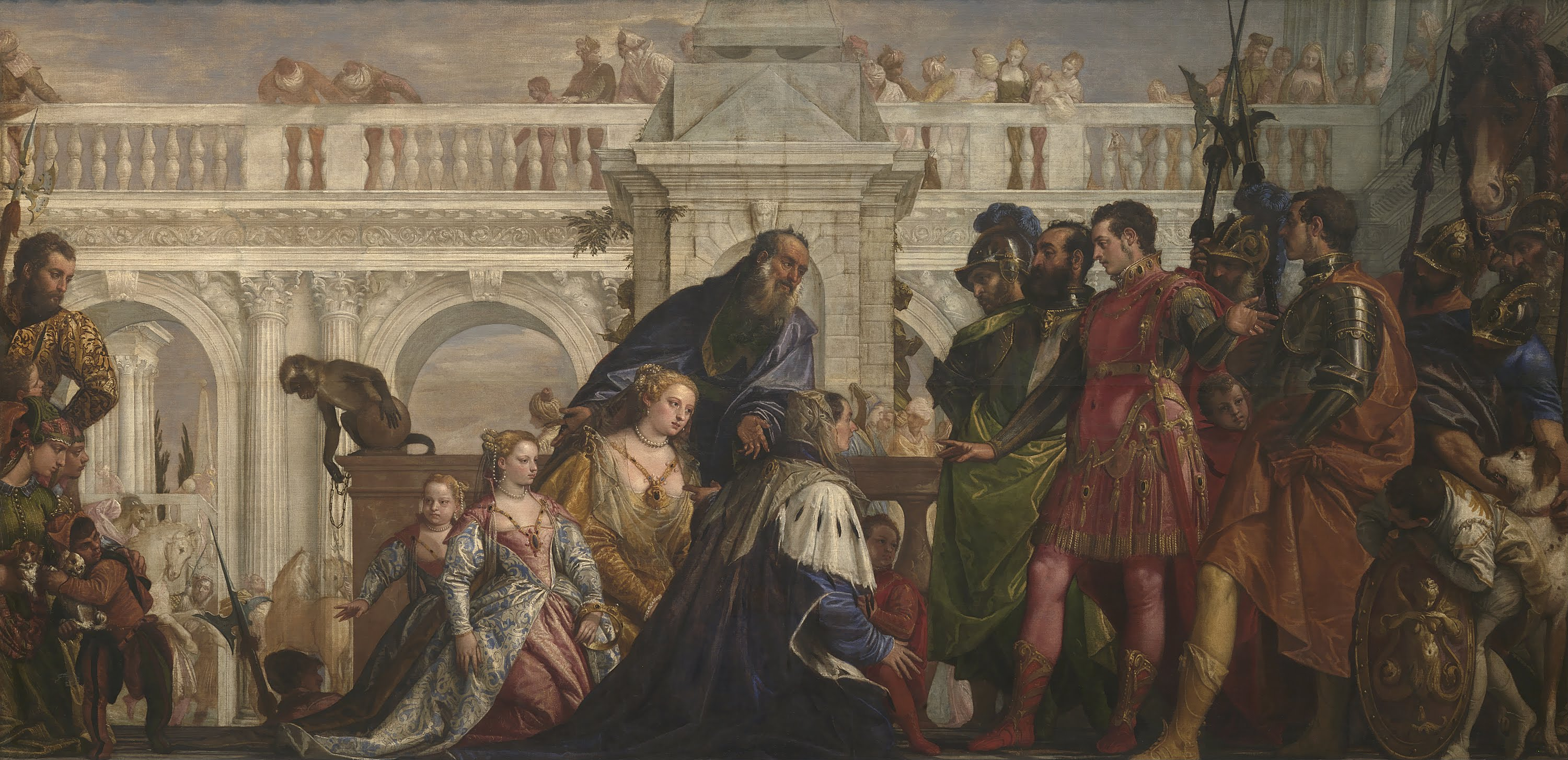

委罗内塞最著名的作品是宗教和神话题材的巨幅历史画，如《加纳婚宴》（1563年）、《利未家中的筵席》（1573年）和《威尼斯的胜利》（Trionfo di Venezia，1582年）。他在维罗纳画派画家安东尼奥·巴迪勒的工作室接受训练，很快就开始接受重要的订制合同。这也得益于与著名建筑师米歇尔·桑米切利（Michele Sanmicheli）的联系，他与这位建筑师建立了合作关系。作为一名出色的色彩学家，保罗·委罗内塞在经历了早期的风格主义之后，在提香的影响下，发展出了自然主义的绘画风格。
委罗内塞最著名的作品，是设计精美的叙事画系列，充满戏剧化和丰富多彩的风格，宏伟的建筑场景和华丽的细节场面。尤其著名的是他为威尼斯和维罗纳修道院的食堂绘制的大型画作，画中人物众多。他也是威尼斯首屈一指的天花板画家。这些作品大多是为宫殿和公共建筑的装饰而绘制的，如威尼斯总督宫、圣巴斯弟盎堂和巴巴罗别墅。这些作品中的大多数仍然“在原本位置”，或者至少在威尼斯，而他在大多数博物馆中的作品主要是尺寸较小的作品，如肖像画，这些作品并不能代表他最优秀或最典型的一面。
委罗内塞一直以“色彩绚丽、笔触华丽而敏感、人物高贵优雅、场面壮观”而受到赞赏，但他的作品被认为“缺少表达深刻、人性和崇高”。在“三杰”中，最不受现代评论家的赞赏。保罗的作品，预示着巴洛克艺术，许多最伟大的艺术家，都可以算作他的崇拜者，包括安尼巴莱·卡拉奇、皮埃特罗·达·科尔托纳、卢卡·焦尔达诺、乔瓦尼·巴蒂斯塔·提埃坡罗、欧仁·德拉克洛瓦，彼得·保罗·鲁本斯、让-安托万·华托和皮埃尔-奥古斯特·雷诺阿。

## 生平与作品

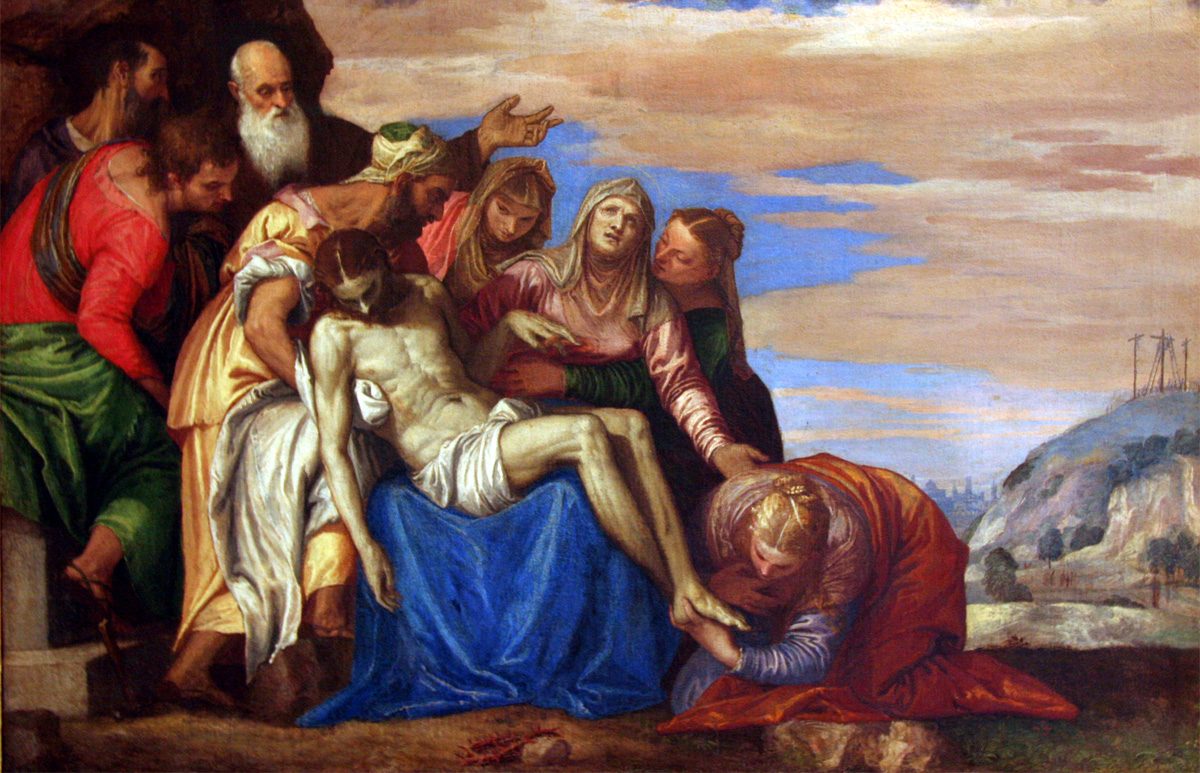

### 出生与姓名
委罗内塞的姓名来源于他的出生地维罗纳，并以此而闻名。维罗纳当时是威尼斯在大陆上最大的属地。维罗纳的人口普查证明，委罗内塞在1528年出生，父亲加布里埃尔（Gabriele）是一名石匠，母亲是卡特琳娜（Caterina）。他是家中的第五个孩子。姓氏取自父亲的职业是很常见的，因此维罗内塞称为保罗·斯佩扎普雷达（Paolo Spezapreda）。大约在1556年，他改名为保罗·卡利亚里（Paolo Caliari），这是他母亲的姓氏，他的母亲是一名贵族安东尼奥·卡利亚里的私生女。他最早的画作署名为“P.Caliari F.”，“这是他第一次使用这个姓氏”。他在威尼斯使用“保罗·委罗内塞”这个名字多年以后，大约在1575年，他又重新署名“保罗·卡利亚里”。在上个世纪之前，他经常称为“保罗·委罗内塞”，以将他与另一位来自维罗纳的画家亚历山德罗·委罗内塞（Alessandro Veronese），现在称为亚历山德罗•图尔奇（Alessandro Turchi ，1578–1649）区别开来。他父亲的家族是科莫人，祖父彼得罗·加布里埃尔来自卢加诺湖畔的比索内，在那里从事雕塑家的职业。从1502年开始，彼得罗·加布里埃尔在维罗纳首次获得认证， 带着妻子李西娅和儿子，即画家的父亲，住在圣保罗区。

### 青年

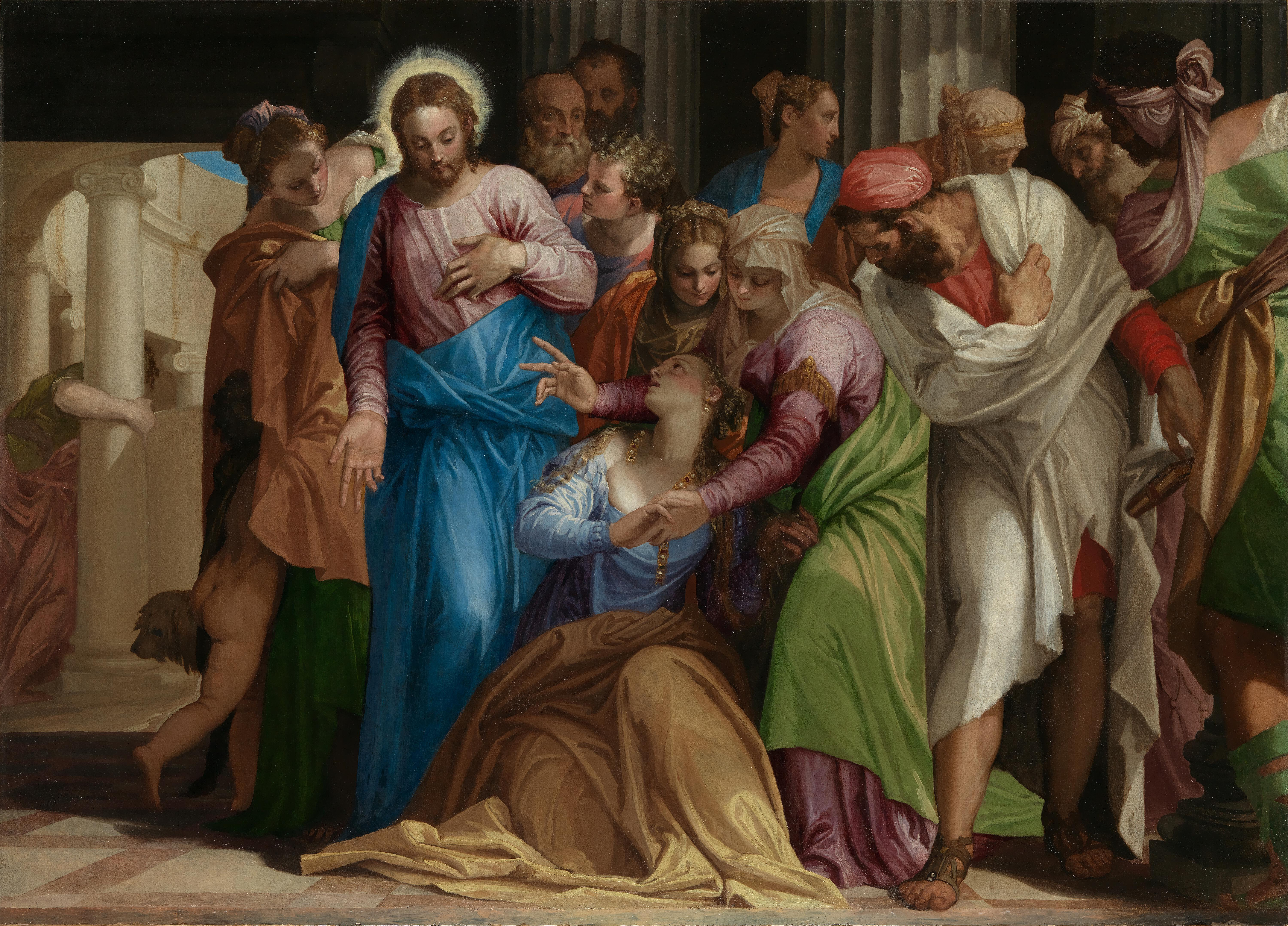

1541年，13岁的委罗内塞师从当地画家安东尼奥·巴迪勒（Antonio Badile），后来巴迪勒成了他的岳父。巴迪勒于1543年绘制的一幅祭坛画，有一些引人注目的部分，很可能是他15岁学徒的作品；委罗内塞早熟的天赋很快就超过了工作坊的水平，到1544年，他离开巴迪勒。根据瓦萨里的说法，他也是维罗纳的另一位主要画家乔凡尼·弗朗西斯科·卡洛托（Giovanni Francesco Caroto）的学徒。然而，从瓦萨里开始，艺术史学家普遍认为，两位师傅对他的未来风格并没有重大影响，而是归因于年轻的保罗与建筑师和导师米歇尔·桑米切利的关系，使他接触到了风格主义的创新，这种创新的源头，一是朱利奥·罗曼诺，他长期活跃于附近的曼托瓦，另一源头是艾米利亚风格，指的是安东尼奥·达·柯勒乔和帕尔米贾尼诺的作品。。他虽然在当时帕尔马流行的风格主义文化中接受训练，但他迅速地发展出自己颜色丰富的独特画风。。
在他十几岁的时候，他为维罗纳的重要教堂绘制作品。他的第一件可知的作品是《睚鲁（雅依洛）之女的复活》（Resurrezione della figlia di Giairo），绘制于1546年，位于维罗纳圣伯尔纳定堂 的阿凡齐小堂（cappella Avanzi）。原作已于1696年丢失，但在卢浮宫有一件复制品。 委罗内塞在维罗纳的早期作品, 证明了他对“现代方式”的早期关注，例如1548年的“贝维拉克夸·拉齐兹宫”（Pala Bevilacqua-Lazise），是为圣费尔莫教堂 赞助人家族的葬礼小堂而建（现藏于维罗纳城堡博物馆），其构图的复杂性，显示出摆脱了巴迪勒的风格，准确地说，是对风格主义影响的转变。 

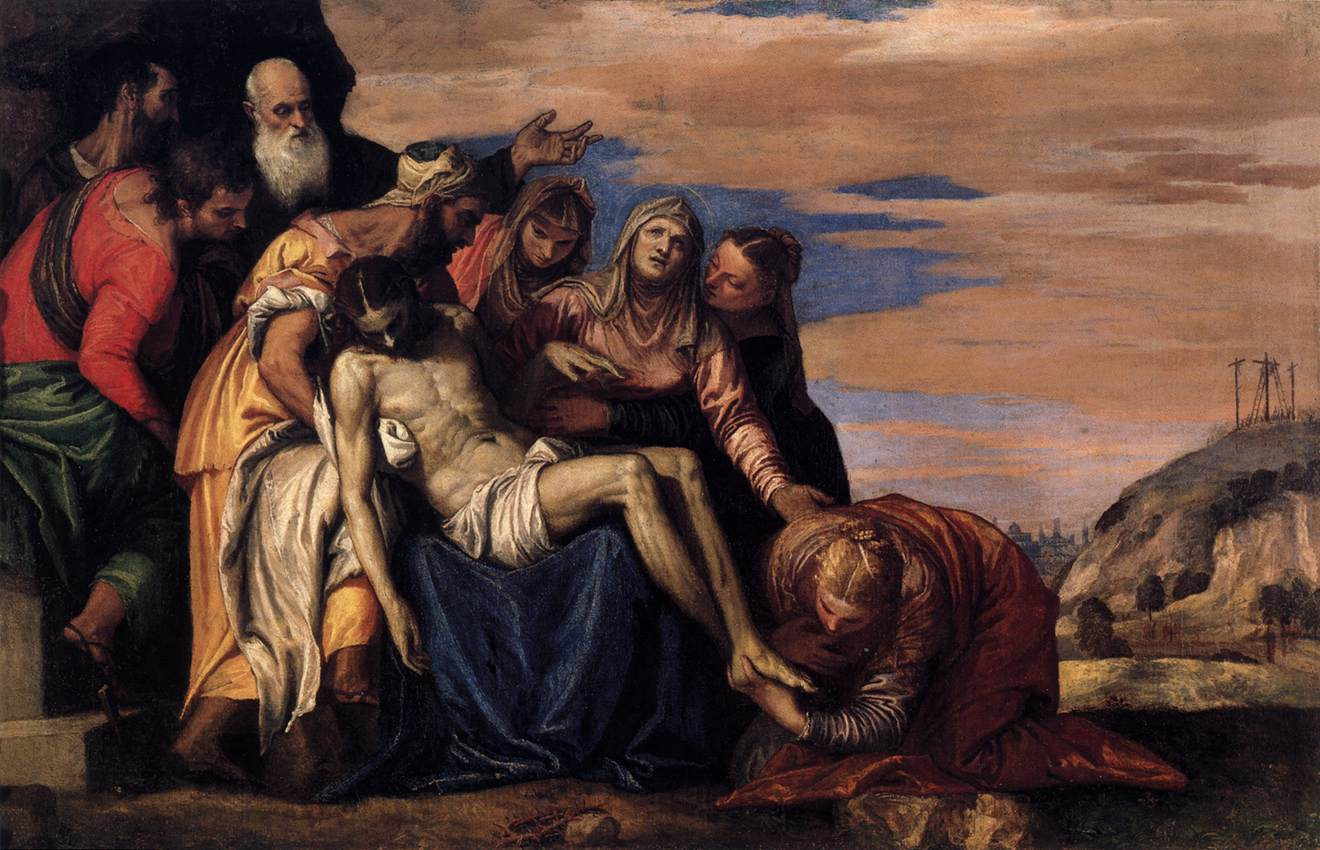
哀悼基督, 1548, 维罗纳城堡博物馆

同时代的《哀悼基督》被认为是委罗内塞年轻时的杰作，由热罗拉莫会为恩宠圣母堂订制，其构图和色彩的使用， 与帕尔米贾尼诺的画作接近。
委罗内塞在去威尼斯之前的另一幅早期重要作品，是《圣加大肋纳的神婚》，这幅画绘于1547年至1550年间。随后的几年，即1550年至1555年，保罗达到了风格主义的巅峰，对最纯粹的色调和复杂的构图，表现出强烈的兴趣。
1551年，他接到朱斯蒂尼亚尼家族的订单，为雅各布·桑索维诺彻底重建的威尼斯圣方济各堂的朱斯蒂尼亚尼小堂绘制祭坛画《圣家与圣徒》，这是他在威尼斯的第一件作品，模仿了提香的《佩萨罗圣母》。同年，他与同伴乔瓦尼·巴蒂斯塔·泽洛蒂和安塞尔莫·坎内里一起，为特雷维索附近的索兰佐别墅进行装饰，这些湿壁画已经只剩下一些碎片，但对建立他的声誉很重要。近一个世纪后，卡洛·里多尔菲提到，其中一幅是《在亚历山大面前的大流士家族》，这是一个罕见的历史题材的伟大作品，现藏于伦敦国家美术馆。
1552年，曼托瓦公爵古列尔莫·贡扎加的叔祖父埃尔科勒·冈扎加枢机主教向委罗内塞订制一幅曼托瓦主教座堂的祭坛画（现藏于法国卡昂），他在原处绘制这幅画。毫无疑问，他利用在曼托瓦的这段时间，来研究朱利奥·罗曼诺的天花板；他最初是一位天花板湿壁画画家，将在威尼斯留下自己的印记，从第二年起，他就在威尼斯永久定居.。
1548年，他移居曼托瓦，在为当地教堂绘制了壁画，然后定居到威尼斯，1565年，他和导师的女儿结婚，后来生了四个儿子和一个女儿。1588年委罗内塞在威尼斯逝世，埋葬在曾经工作了数十年的圣巴斯弟盎堂，他的墓位于圣所左侧。

### 在威尼斯的首次成功

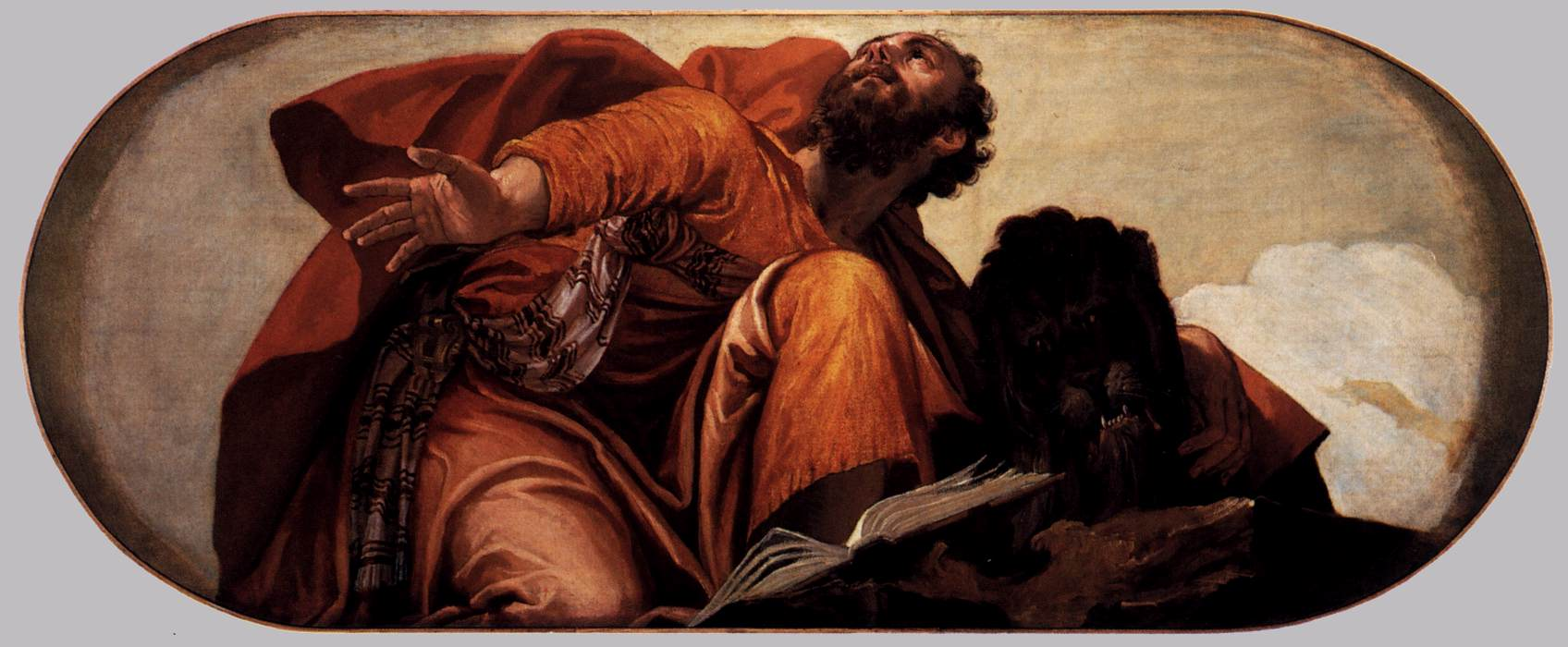
圣马尔谷，圣巴斯弟盎堂(1556–57)

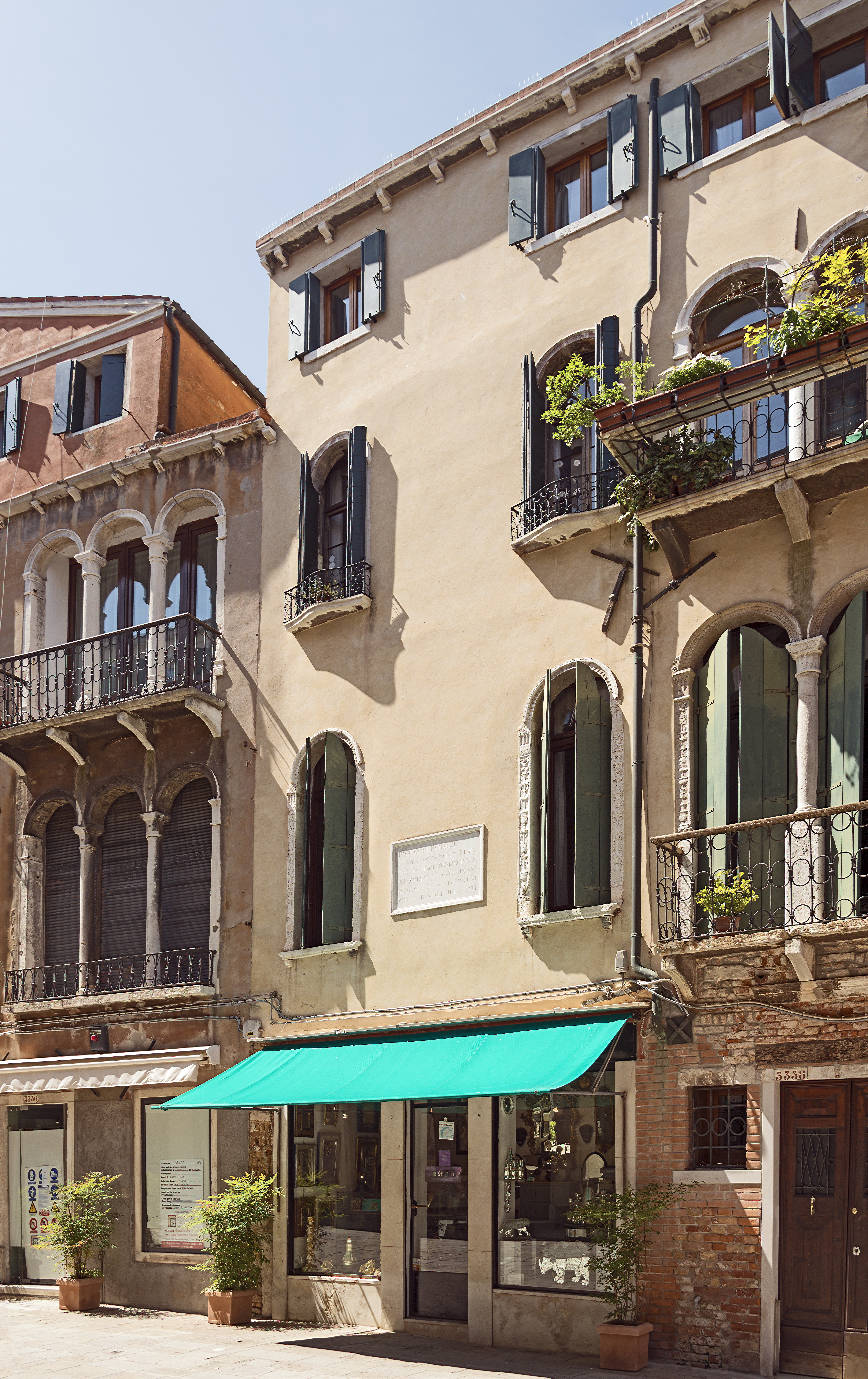
威尼斯委罗内塞故居

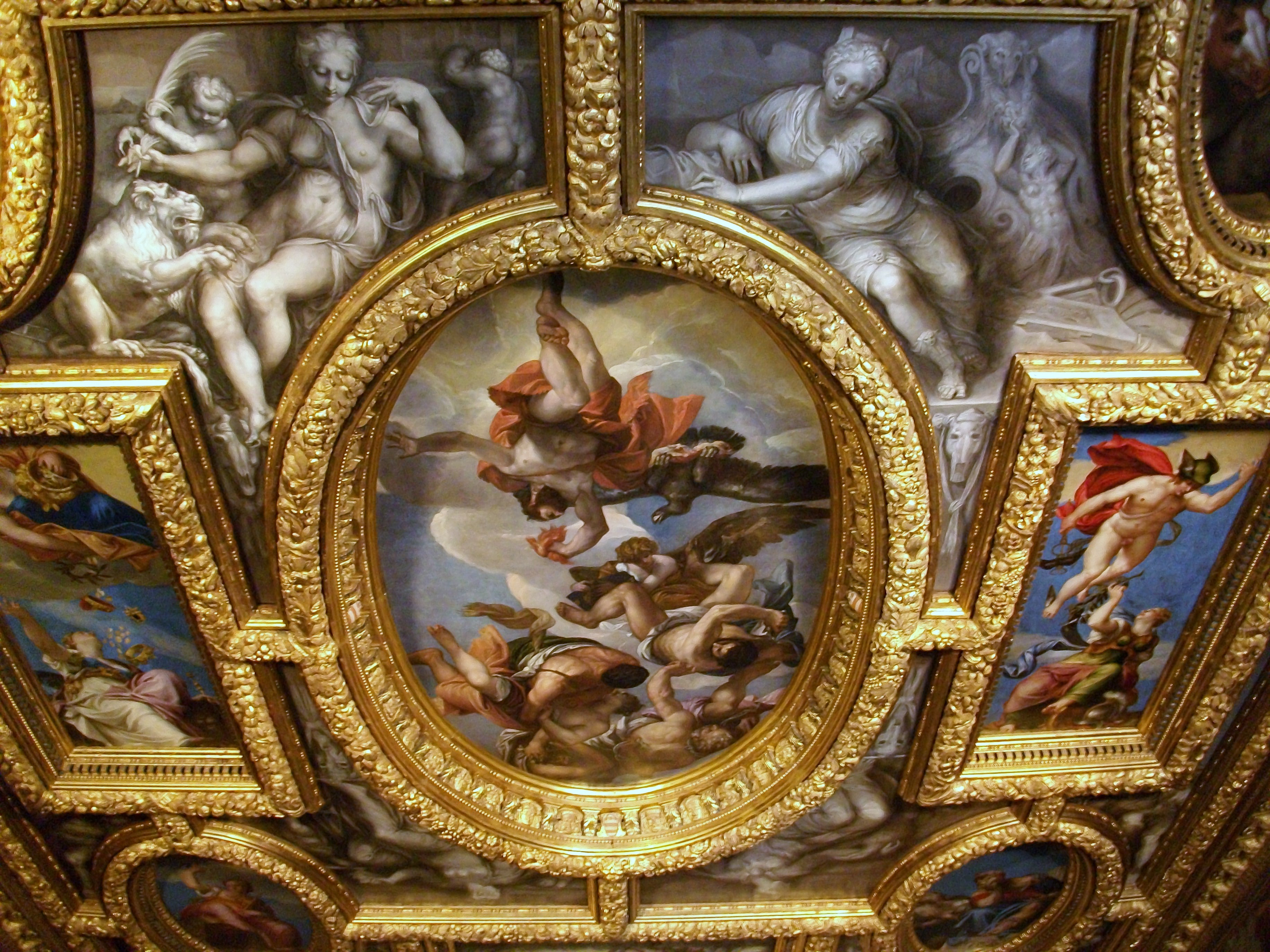
威尼斯总督宫十人团大厅天花板

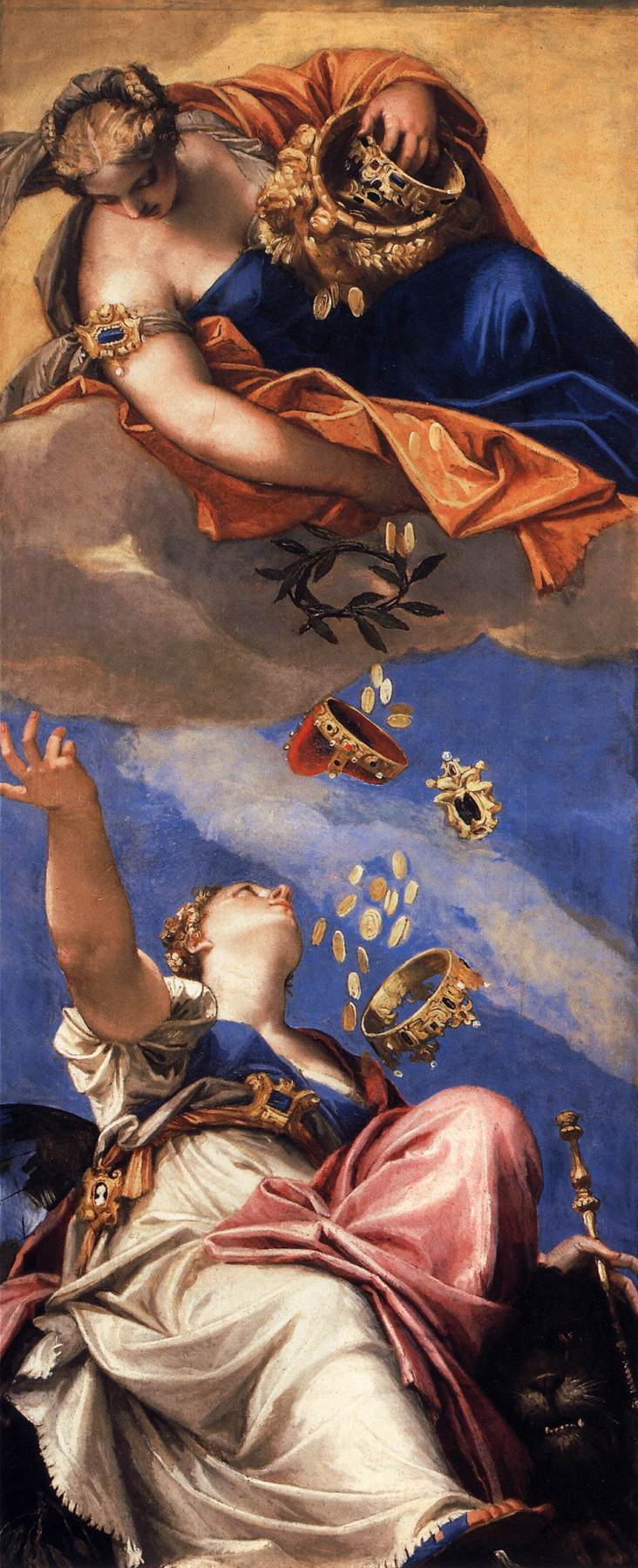
《朱诺将礼物倾倒给威尼斯》

1553年，保罗·委罗内塞作为乔瓦尼·巴蒂斯塔·庞奇尼（Giovanni Battista Ponchini）领导的画家团队的一员，在获得了威尼斯共和国掌政的十人团的订单后，迁居威尼斯，负责绘制总督宫内为十人团准备的新房间天花板的湿壁画，十人团大厅（Sala dei Consiglio dei Dieci）和毗邻的三巨头厅（Sala dei Tre Capi del Consiglio）、“观众厅”（Sala dell'Udienza）和“罗盘厅”（Sala della Bussola），这些房间的装饰在1547年大火中被烧。这是一项具有特殊威望的任务，帮助委罗内塞进入了有资格接受威尼斯贵族订制的重要画家群体。
这是委罗内塞第一次在威尼斯政府所在地总督宫工作，在接下来的年月里，他多次回到那里工作。他在这里最重要的作品是大型椭圆形画作《朱庇特驱逐罪恶》（现藏于巴黎卢浮宫），主题与这里的警察和司法职能有关。这幅画最初在“观众厅”的天花板上，和《青年》、《老人》、《朱诺将礼物倾倒给威尼斯》在一起。这一次，保罗还接触了达尼埃莱·巴尔巴罗 ，几年后，他们在特雷维索的马瑟的别墅绘制湿壁画。
最初的成功，帮助保罗在1554年得到装饰圣巴斯弟盎堂的天花板的机会，他在维罗纳时期就与这个修会，特别是与修士贝尔纳多·托里奥尼关系良好。委罗内塞曾有好几次在圣巴斯弟盎堂工作，留下了一批令人钦佩的杰作。在1555年到1570年之间，委罗内塞分三个阶段，装饰圣巴斯弟盎堂内部的各个部分，包括中央走道和祭台墙壁的绘画、天顶画和壁画。委罗内塞还装饰了一部分祭衣间和咏经席，并完成了管风琴装饰和一幅大型祭台壁饰。
圣巴斯弟盎堂的装饰始于教堂的祭衣间。大约两年后，完成了第一部分后，保罗开始（1555年）装饰中殿天花板，创作了三幅大画，献给圣经中的女英雄以斯帖，她是在逆境中拯救人民的救世主，见证了信仰的拯救力量三个场景描绘的情节分别是《瓦实提的背叛》、《亚哈随鲁王为以斯帖加冕》和《末底改的胜利》。这是一个经常纪念的著名主题，也是一个极具美感的作品系列。在这三幅画中，最著名和最受赞赏的是《末底改的胜利》。这幅画的透视技巧令人钦佩，马匹步态的虚幻效果给人一种即将跌入下方中殿的感觉。游行队伍也加强了画作的透视深度。委罗内塞及其助手在圣巴斯弟盎堂的创作活动持续了近二十年，还完成许多其他作品，包括油画和湿壁画，分布于半月楣、正祭台、咏经席、管风琴和圣所等各处。
| 委罗内塞在圣巴斯弟盎堂的画作 | 委罗内塞在圣巴斯弟盎堂的画作 | 委罗内塞在圣巴斯弟盎堂的画作 | 委罗内塞在圣巴斯弟盎堂的画作 | 委罗内塞在圣巴斯弟盎堂的画作 |
| ---------------------------- | ---------------------------- | ---------------------------- | ---------------------------- | ---------------------------- |
|                              |                              |                              |                              |                              |
| 圣母子与圣徒                 | 末底改的胜利，1556年         | 瓦实提受罚                   | 圣巴斯弟盎殉道               | 圣巴斯弟盎射箭               |
|                              |                              |                              |                              |                              |
| 圣母领报(1558)               | 圣老楞佐殉道(c. 1565)        | 圣巴斯弟盎殉道(1558)         | 圣马尔谷殉道(c. 1565)        | 圣巴斯弟盎谴责戴克里先(1558) |
|                              |                              |                              |                              |                              |
| 以斯帖加冕                   | 圣母加冕                     | 圣母献耶稣于圣殿 (1560)      | 伯赛大池的神迹               | 风琴装饰                     |
|                              |                              |                              |                              |                              |
| 圣玛窦                       | 圣马尔谷                     | 圣路加                       | 圣若望                       | 天花板                       |

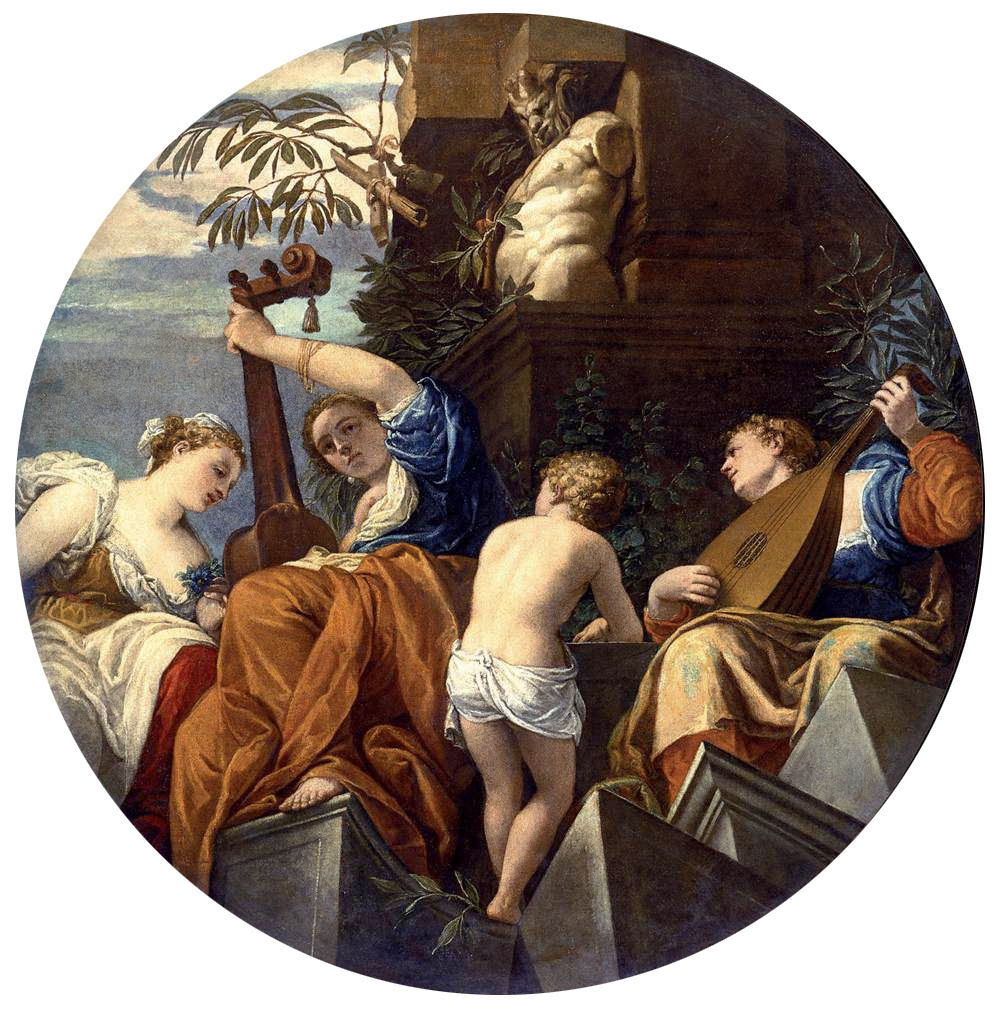
《音乐的寓言》，1556-1557,威尼斯圣马可图书馆

1556年，保罗等一批画家被召，去装饰圣马可图书馆的天花板。瓦萨里说，负责挑选画家的委员会成员包括提香、雅各布·桑索维诺和皮埃特罗·阿雷蒂诺，委员会还负责奖励表现最好的画家。委罗内塞凭借画作《音乐的寓言》（L'Allegoria della Musica）获胜，超越了其他艺术家，包括安德烈亚·斯齐亚沃内、朱塞佩·萨尔维蒂和巴蒂斯塔·佛朗哥。提香公开赞扬了他，这标志着他获得了威尼斯艺术界的肯定 他获得了提香和桑索维诺的评奖，获得公爵和圣马可图书馆授予的大师称号。 这些作品表明委罗内塞既精通于安东尼奥·达·柯勒乔人物的錯視，又精通于米开朗基罗人物的英雄主义，实际上是米开朗基罗画作主题的精致的缩小。。
同期他还完成了穆拉诺岛的特雷维桑宫内部的湿壁画。这些作品现在已无可挽回地遭到了破坏，只有《七位行星神》目前保存在卢浮宫，画中描绘了奥林匹斯山的众神：维纳斯、克洛诺斯、朱庇特、阿波罗和朱诺。

### 巴巴罗别墅
从1556年到1570年，委罗内塞接到订制，绘制第一幅宏大的宴会场景《西门家中的筵席》。由于构图分散，缺乏焦点，这并不是他最成功的餐厅壁画。
大概在1560年至1561年之间，委罗内塞在为圣巴斯弟盎堂工作的间隙，装饰了特雷维索马塞尔的巴巴罗别墅。这是一座由建筑师安德烈亚·帕拉弟奥新建的建筑。作品的订制者是别墅的主人，威尼斯的达尼埃莱·巴尔巴罗和马尔坎托尼奥·巴尔巴罗兄弟。这两位客户都是富有文化修养的人文主义者，雇佣委罗内塞及其团队绘制这些湿壁画，旨在将人文文化与基督教精神相结合；巴尔巴罗似乎从16世纪文森佐·卡塔里的著作《古代诸神的图像》一书中获得了灵感。。

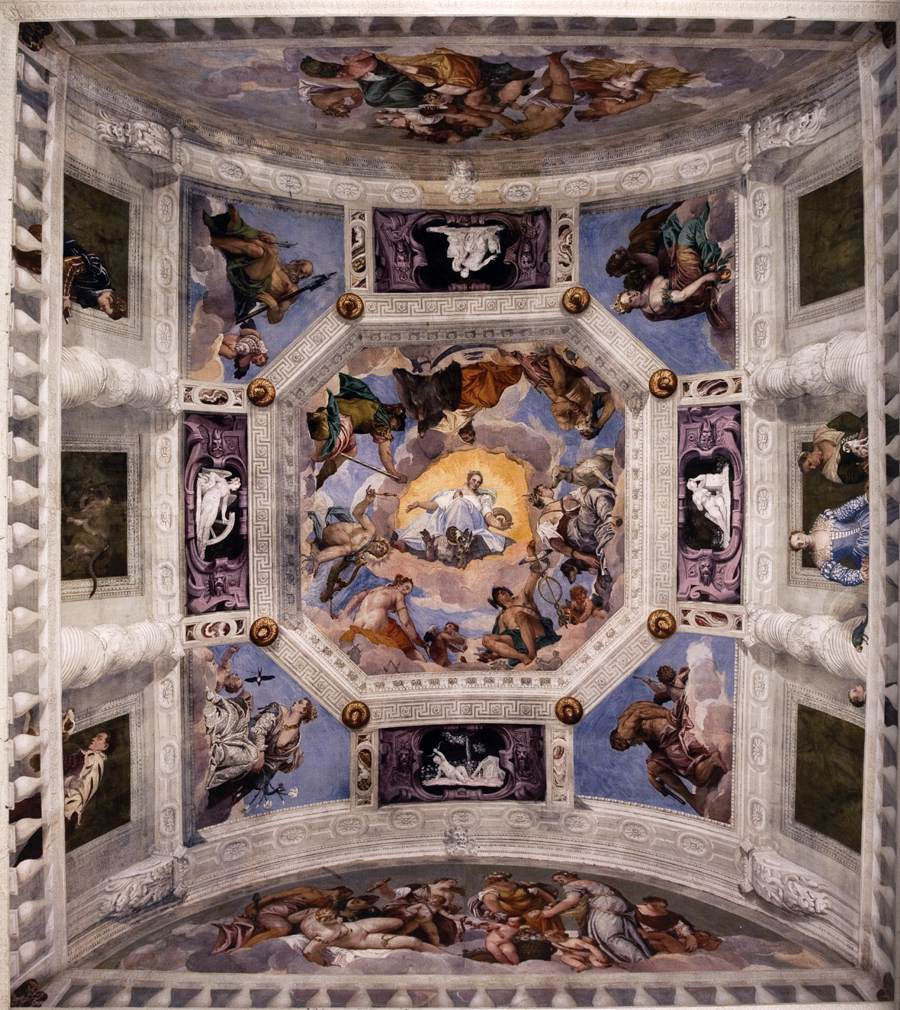
巴巴罗別墅奥林匹斯大厅天花板

墙上是巴巴罗家族的肖像画，其中达尼埃莱·巴尔巴罗 肖像现藏于阿姆斯特丹，天花板上描绘蓝天和神话人物。委罗内塞的装饰采用了复杂的视角和“视觉陷阱”，造成三维的视觉效果。 建筑师和艺术家的结合是一个非常大的成功。
常见的解释是，别墅主厅奥林匹斯大厅（“Sala dell‘Olimpo”）天花板的画作，寓言式地表现了“神圣智慧”所倡导的普遍和谐。
这是马塞尔湿壁画中最著名的画作之一，既体现了委罗内塞作为肖像画家的能力，也体现了他将真实空间与虚幻空间联系起来的能力。
巴巴罗别墅壁画的风格与圣巴斯弟盎堂的画作有着密切的联系，
帕拉弟奥的真实建筑和委罗内塞的想象建筑之间的对话，是巴巴罗别墅装饰的基本特征之一，其中充斥着假门、假壁龛和背景效果，这些效果将空间扩展到美丽的现实景观。在别墅的湿壁画中，保罗设法将风格主义与对古代的重新发现结合起来。
帕拉弟奥在《建筑四书》中，没有提到这些湿壁画，对此人们进行了很多争论。有人推断，这位伟大的建筑师对委罗内塞的作品缺乏欣赏。但是，在该书的另一段，帕拉弟奥赞扬了委罗内塞，关于巴巴罗别墅，帕拉弟奥没有提到由亚历山德罗·维托里亚制作的雕塑，而表示很欣赏委罗内塞。

### 晚餐系列

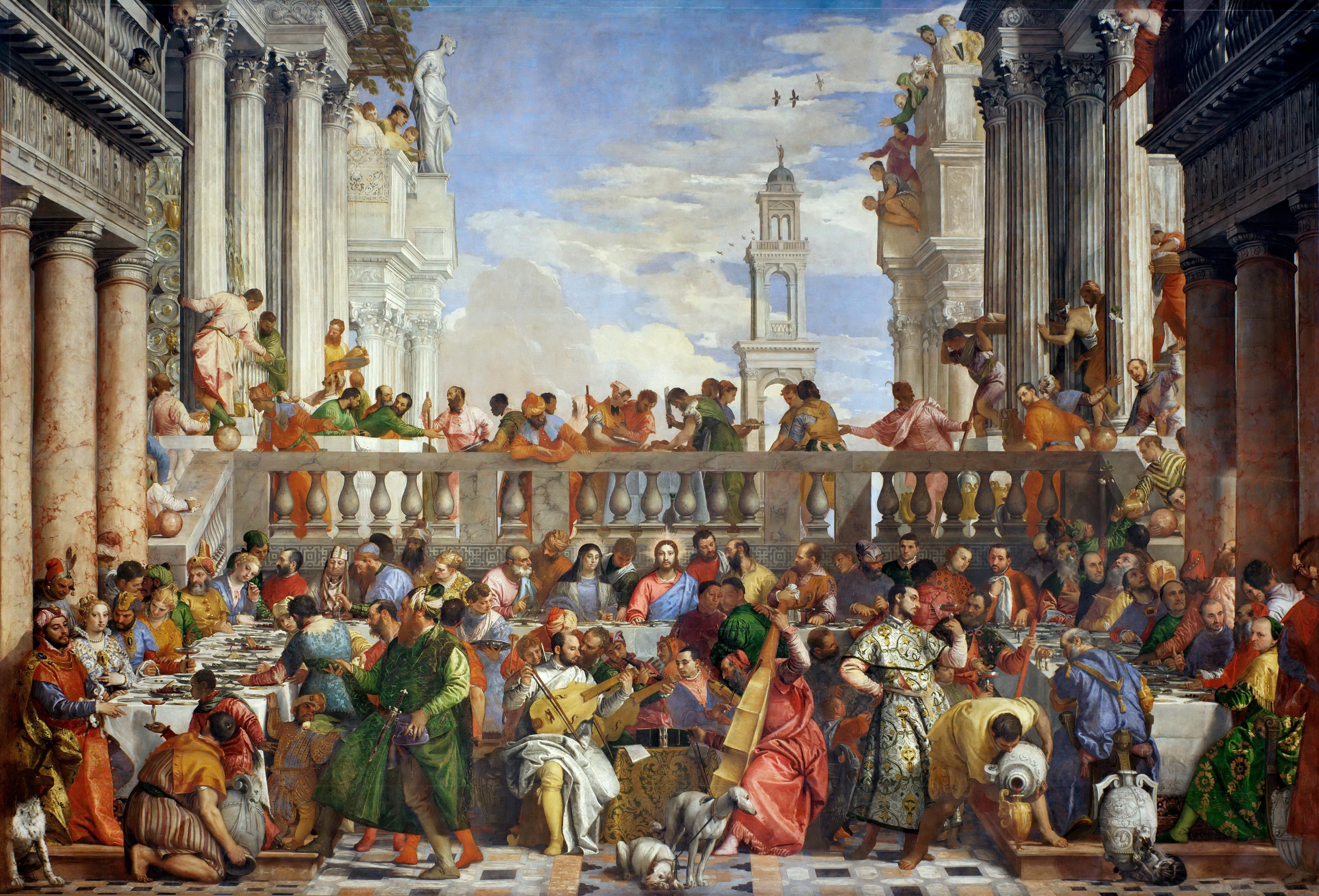
《加纳婚宴》，藏于卢浮宫

1562年至1563年绘制的《加纳婚宴》，也是委罗内塞与帕拉迪奥合作的作品。这幅画是由本笃会修士订制，装置在威尼斯圣马可广场对面小岛上的圣乔治修道院饭堂。合同里规定这幅画的尺寸非常巨大，面积达到66平方米，几乎有10米宽，颜料和颜色的质量应该是优质的。例如，合同规定蓝色应使用珍贵的矿物青金石。合同还规定，画中的人物要尽可能多。作品中包括了一百多位人物，其中有提香、丁托列托和委罗内塞自己。
1565年至1570年，他创作的《降服亚历山大大帝的波斯王大流士三世全家》，将建筑安排和画面平行，协调不同的色块，使画面更加生动，表现了画家的装饰才能。

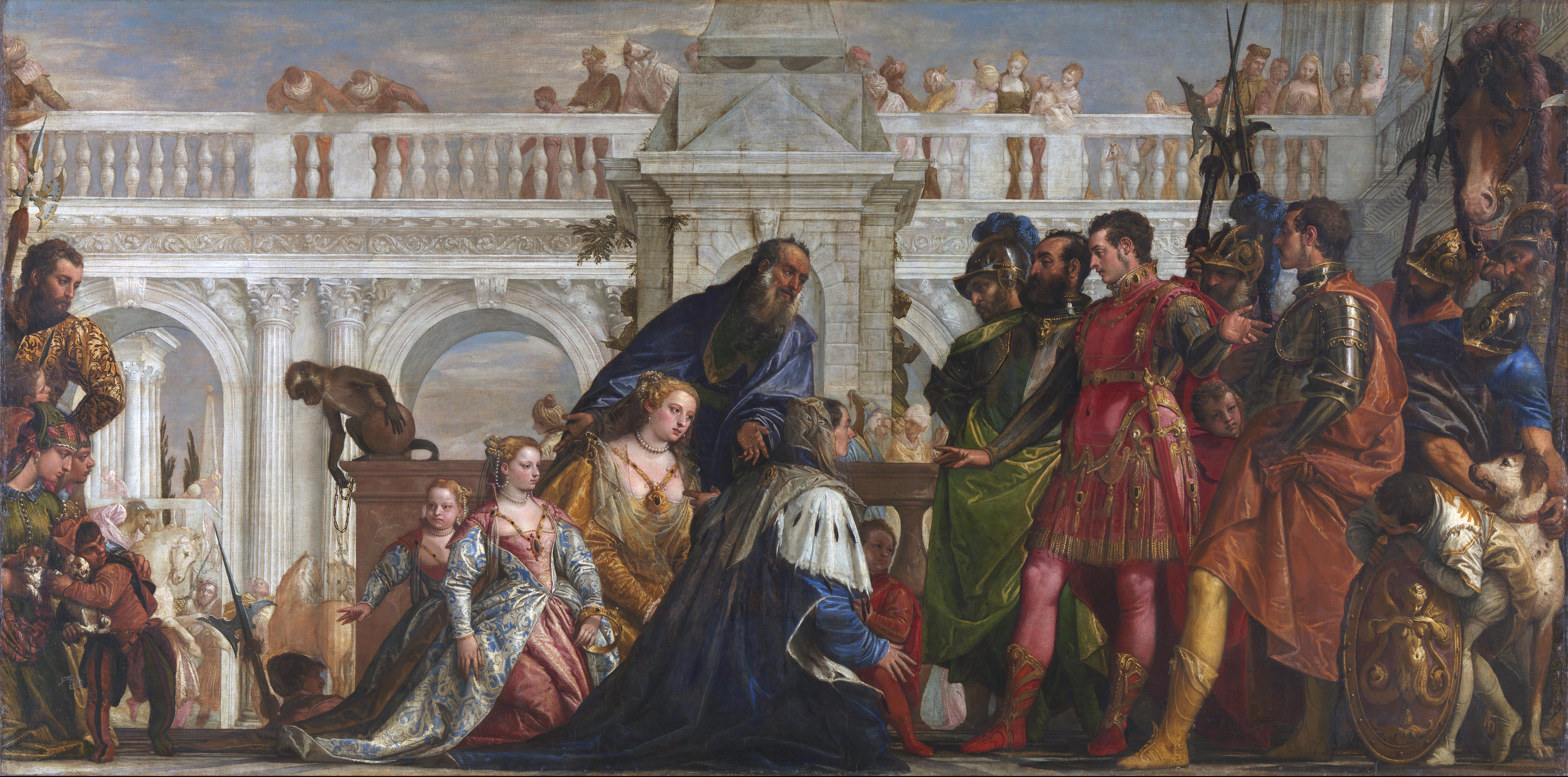
《降服亚历山大大帝的波斯王达利乌斯全家》

上述画面都是将主题安排在水平轴上，没有强烈的运动感，但表现了鲜明的光和色彩。这种表现手法反映了他本人内心舒适与安宁的心态。

《利未家中的筵席》

1573年，他为圣若望及保禄大殿绘制了《利未家中的筵席》，是为了顶替被火灾焚毁的提香的作品《最后晚餐》，画作有12米长5米高，是一幅扩展了的“最后晚餐”。但画面色彩鲜明，光线充足，充分表现了人物的情感和他们之间的互动。
他这幅画原名“最后晚餐”，因此立刻招致宗教裁判所的审判，不过当时罗马天主教的改革运动已经影响到威尼斯，7月，他被要求详细说明画中的细节只是警告性的而不是惩罚性的，委罗内塞解释说：“画家有如同诗人甚至疯子一样的自由诠释能力。”最终没有要求他重新画而只是将画名改变了事。
此外他还创作过一些祭坛画，他在威尼斯有一个家庭工作室，包括他弟弟和两个儿子都在其中工作，他还有几位学生，这个画室在他逝世后仍然继续工作。.
法国批评家戈蒂埃于1860年写道：“委罗内塞是最伟大的使用颜色的专家，甚至比提香、鲁本斯和伦勃朗都要伟大，因为他可以用自然的色调表现光线，现在的学院还用明暗的对比法。”
德拉克罗瓦写道：“委罗内塞不用强烈的对比表现光线，我们现在还被教育在阴影中表现强烈的色调是不可能的。”
英国皇家美术院馆长高文在《卢浮宫的绘画》一书中写道：“委罗内塞的光线充足的室外场景激发了整个19世纪，这种改革无法描述，他是现代绘画的奠基者，印象派画家认为他的方式是自然主义的，有人认为是更精细和美丽的美术革新，但结果如何需要我们不断地探索。

## 參看
- 画家列表